# Yule
Nella tradizione germanica precristiana, Yule era la festa del solstizio d'inverno. Nel paganesimo e nel neopaganesimo, soprattutto in quello germanico, rappresenta uno degli otto giorni solari, o sabbat; viene celebrata intorno al 21 dicembre nell'emisfero settentrionale e intorno al 21 giugno in quello meridionale.

## Etimologia
Yule è la variante inglese del norreno Jól e del tedesco Jul. L'etimologia della parola non è chiara. È diffusa l'idea che derivi dal norreno Hjól ("ruota"), con riferimento al fatto che, nel solstizio d'inverno, la "ruota dell'anno si trova al suo estremo inferiore e inizia a risalire". I linguisti suggeriscono invece che Jól sia stata ereditata dalle lingue germaniche da un substrato linguistico pre-indoeuropeo. Nelle lingue scandinave, il termine Jul (danese e svedese) o Jól (islandese, faroese, e Jol in norvegese) ha entrambi i significati di "Yule" e di "Natale", e viene talvolta usato anche per indicare altre festività di dicembre. Il termine si è diffuso anche nelle lingue finniche per indicare il Natale (in finlandese Joulu), sebbene tali lingue non siano di ceppo germanico.

## La festa di Yule tradizionale

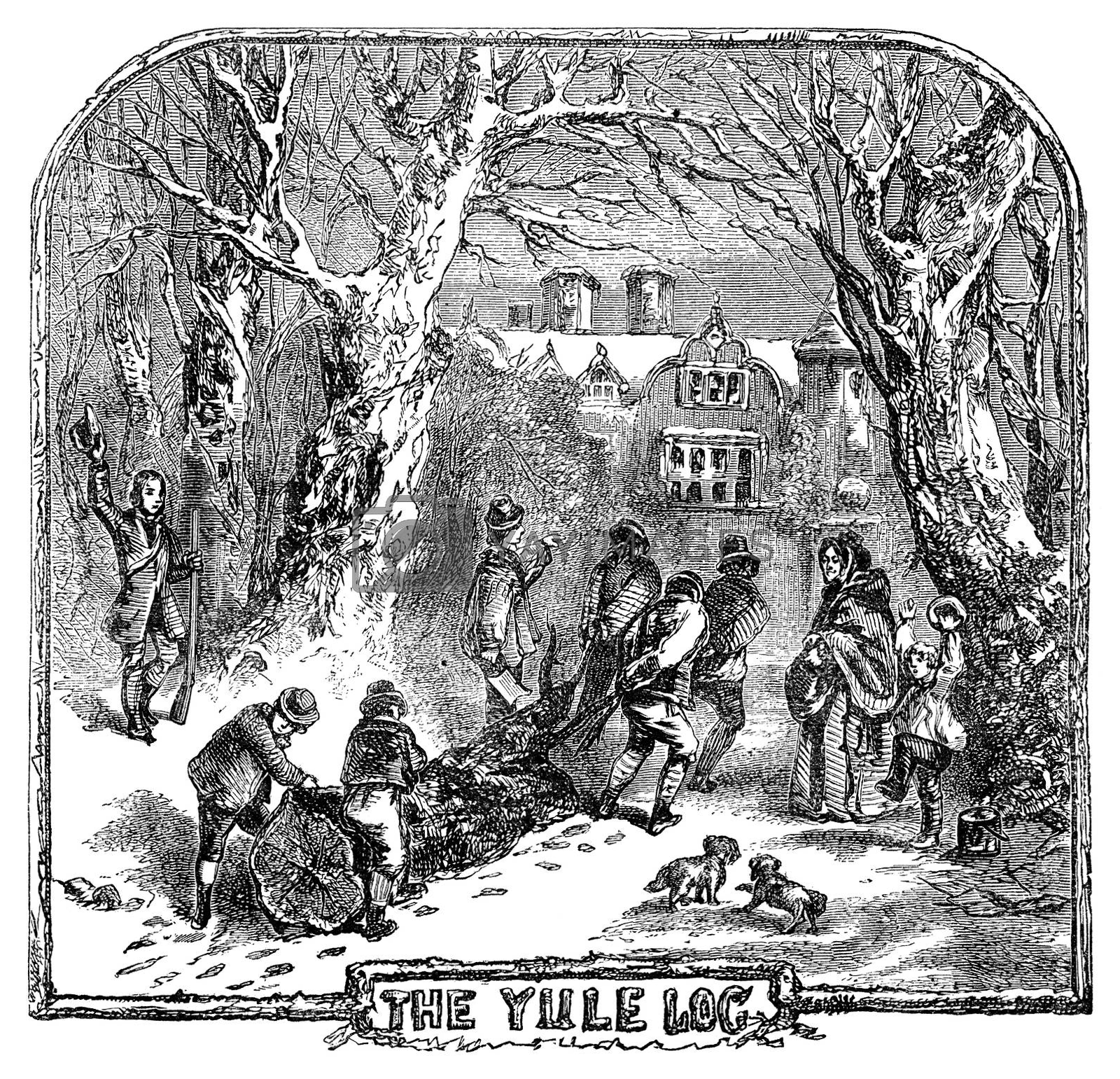
Disegno del 1864 che raffigura il trasporto del "Tronco di Yule".

Non si sa molto sulla festa di Yule nella tradizione nordeuropea. È certo che la celebrazione avveniva durante il solstizio invernale in epoca precristiana. Nonostante vi siano numerosi riferimenti a Yule nelle saghe islandesi, vi si trovano solo pochi e parziali resoconti circa la natura delle celebrazioni. Si trattava comunque di un periodo di riposo e danze, che in Islanda continuò a essere celebrato per tutto il Medioevo, fino all'epoca della Riforma. Si sa anche che durante la festa avveniva il sacrificio di un maiale in onore del dio norreno Freyr, una tradizione che è rimasta nella cultura scandinava, in cui a Natale si consuma carne di maiale.
Lo storico francese Michel Rouche riporta che le gilde di artigiani del IX secolo, furono denunciate dal clero cattolico per i loro patti di reciproco sostegno, formulati in banchetti annuali che si tenevano il 26 dicembre, "giorno di festa del dio pagano Jul", in cui venivano evocati demoni e spiriti dei morti.

## Relazioni con il Natale moderno

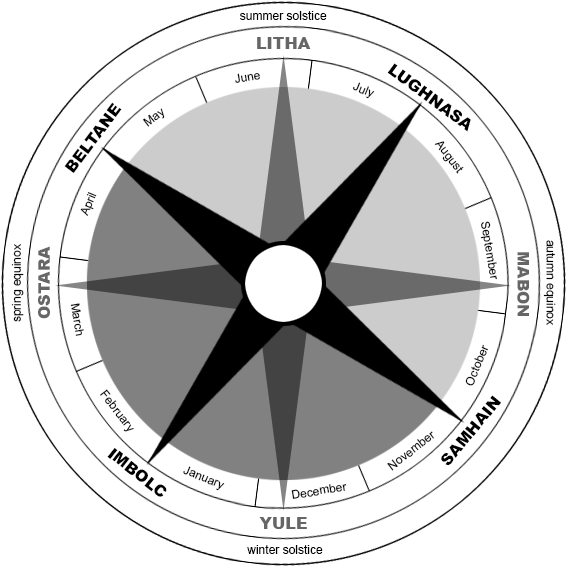
Posizionamento di Yule nella ruota dell'anno.

Quando i missionari iniziarono la conversione dei popoli germanici, adattarono alla tradizione cristiana molti simboli e feste locali (fu lo stesso papa Gregorio Magno, tra gli altri, a suggerire apertamente questo approccio alle gerarchie ecclesiastiche), così come l'immagine di san Nicola di Bari venne sostituita a quella di Odino o di personificazioni dell'inverno, trasformandosi in Sinterklaas e poi nel moderno Babbo Natale/Santa Claus. La festa di Yule venne quindi trasformata nel Natale, mantenendo però alcune delle sue tradizioni originarie. Fra i simboli moderni del Natale che derivano da Yule compare, fra l'altro, l'uso decorativo del vischio (di origine celtico-druidica e nella religione nordica legata al mito di Baldr) e dell'agrifoglio (anch'esso legato alla leggenda norreno-germanica di Baldr) e l'albero di Natale. Così come gli alberi da frutta, anche i sempreverdi sono un elemento fondamentale delle celebrazioni del solstizio invernale negli originali culti degli alberi. L'albero sempreverde, che mantiene le sue foglie tutto l'anno, è un ovvio simbolo della persistenza della vita anche attraverso il freddo e l'oscurità dell'inverno. La birra e il pane venivano offerti agli alberi in Scandinavia. L'albero di Yule rappresentava la fortuna per una famiglia così come un simbolo della fertilità dell'anno che sarebbe arrivato.

## Yule nel neopaganesimo
Nella Wicca e nel druidismo e celtismo Yule è una delle feste minori degli otto Sabbat e viene festeggiata il 21 dicembre del calendario gregoriano. Viene celebrata anche dall'etenismo. In alcune tradizioni si commemora la morte dello Holly King ("Re Agrifoglio") che simboleggia l'anno vecchio ed il sole al declino, per mano del suo successore, Oak King ("Re Quercia"), che simboleggia l'anno nuovo ed il sole che inizia la sua ascesa. In altre tradizioni si celebra la nascita del nuovo dio Sole bambino, (vedi anche l'antica festività Romana del Sol Invictus, innestata sulle precedenti feste del Sol Indiges e dei Saturnali e fissata dall'imperatore Aureliano il 25 dicembre del calendario giuliano).
Il rituale tradizionale è una veglia celebrata dal tramonto all'alba successiva (la notte più lunga dell'anno) per assicurarsi che il sole sorga nuovamente. Fra i sabbat neopagani, Yule è preceduto da Samhain e seguito da Imbolc.

## La Yulefest australiana
Poiché, nell'emisfero meridionale, Natale cade nel periodo più caldo dell'anno, alcuni australiani celebrano una seconda festa nel solstizio d'inverno a giugno; questa festa è nota come Yulefest.